# Naweng
Naweng (kinesiska: 纳翁乡, 纳翁) är en socken i Kina. Den ligger i den autonoma regionen Guangxi, i den södra delen av landet, omkring 240 kilometer norr om regionhuvudstaden Nanning. Antalet invånare är 5643. Befolkningen består av 2 684 kvinnor och 2 959 män. Barn under 15 år utgör 18,0 %, vuxna 15-64 år 72 %, och äldre över 65 år 8,0 %.
Genomsnittlig årsnederbörd är 2 025 millimeter. Den regnigaste månaden är juni, med i genomsnitt 383 mm nederbörd, och den torraste är februari, med 51 mm nederbörd.